# باتريسيا برموديز
باتريسيا برموديز (بالإسبانية: Patricia Bermúdez)‏ هي مصارعة الهواة أرجنتينية، ولدت في 5 فبراير 1987 في سانتياغو ديل استيرو في الأرجنتين.

## وصلات خارجية
- باتريسيا برموديز على موقع قاعدة بيانات المصارعة الدولية (الإنجليزية)
- باتريسيا برموديز على موقع أوليمبيديا (الإنجليزية)
- باتريسيا برموديز على موقع اللجنة الأولمبية الأرجنتينية (الإسبانية)